# 長田車站 (神戶電鐵)
長田站（日语：／ Nagata eki */?）位於兵庫縣神戶市長田區長田天神町二丁目，是神戶電鐵有馬線的鐵路車站。車站編號為KB03。
車內站名廣播時會將本站稱為「神鐵長田」。

## 歷史
- 1928年（昭和3年）11月28日 - 神戶有馬電氣鐵道湊川站 - 電鐵有馬（現在的有馬溫泉站）間開通，本站隨之開業[1]。
- 1945年（昭和20年）8月29日 - 一台上行列車由於煞車故障，在本站出軌翻覆，造成48人死亡[2]。
- 1947年（昭和22年）1月9日 - 公司與三木電氣鐵道合併，成為神有三木電氣鐵道[2]。
- 1949年（昭和24年）4月30日 - 公司名稱變更，改稱為神戶電氣鐵道[2]。
- 1988年（昭和63年）4月1日 - 公司名稱變更，改稱為神戶電鐵[2]。
- 2019年（令和元年）7月1日 - 車站無障礙工程開工。

## 車站構造
側式月台2面2線的地面車站。月台有效長度可對應5節編組。站內設有跨線橋連結上下行的月台。

### 月台
| 月台   | 路線   | 方向 | 目的地                  |
| ------ | ------ | ---- | ----------------------- |
| 站房側 | 有馬線 | 下行 | 往 有馬溫泉、三田、粟生 |
| 對向側 | 有馬線 | 上行 | 往 新開地               |

## 使用狀況
2017年的1日上車人次約1,959人。

## 車站周邊
- 神戶房王寺郵局
- 神戶市立名倉小學校
- 神戸市立丸山中學校
- 兵庫県立兵庫高等學校[5]。
- 兵庫県立夢野台高等學校[5]
- 神戶市立神港高等學校[5]

### 公車路線
附近設有公車站「房王寺町5丁目」，可搭乘神戶市巴士。
| 系統 | 目的地      | 主要行經地             | 營運公司   |
| ---- | ----------- | ---------------------- | ---------- |
| 3    | 吉田町1丁目 | 地下鐵長田站・東尻池   | 神戶市巴士 |
| 3    | 吉田町1丁目 | 湊川公園・中央市場前   | 神戶市巴士 |
| 6    | 兵庫站      | 湊川公園・新開地       | 神戶市巴士 |
| 6    | 松原通5丁目 | 重池町・地下鐵長田站前 | 神戶市巴士 |
| 11   | 神戶站      | 湊川公園・新開地       | 神戶市巴士 |
| 11   | 板宿        | 鷹取團地               | 神戶市巴士 |
| 40   | 神戶站      | 湊川公園・新開地       | 神戶市巴士 |
| 40   | 大日丘      | 名倉町                 | 神戶市巴士 |
| 110  | 神戶站      | 平野・大學醫院         | 神戶市巴士 |
| 110  | JR鷹取站    | 鷹取團地・板宿         | 神戶市巴士 |
| 112  | 神戶站      | 平野・大學醫院         | 神戶市巴士 |
| 112  | JR鷹取站    | 鷹取團地               | 神戶市巴士 |

## 相鄰車站
神戶電鐵
 有馬線
■特快速、■急行
通過
■準急
湊川（KB02）－長田（KB03）－鈴蘭台（KB06）
■普通
湊川（KB02）－長田（KB03）－丸山（KB04）

## 外部連結
- 長田 - 神戶電鐵